# Campionat britànic de motocròs 1956
La temporada de 1956 del Campionat britànic de motocròs, anomenat a l'època ACU Scramble Drivers' Star, fou la 6a edició d'aquest campionat, organitzat per l'ACU.

## Classificació final

### 500cc
| Posició | Pilot             | Motocicleta | Punts |
| ------- | ----------------- | ----------- | ----- |
| 1       | Jeff Smith        | BSA         | 45    |
| 2       | Dave Curtis       | Matchless   | 35    |
| 3       | Terry Cheshire    | BSA         | 31    |
| 4       | Geoff Ward        | BSA         | 18    |
| 5       | Brian Stonebridge | BSA         | 16    |
| 6       | Pete Taft         | BSA         | 16    |
| 7       | David Tye         | BSA         | 16    |
| 8       | Brian Martin      | BSA         |       |
| 9       | Leslie Archer     | Norton      |       |
| 10      | Phil Nex          | BSA         |       |